# Jan Sjöblom
Jan Sjöblom (född 14 mars 1939 i Sundsvall) jazzmusiker, pianist.
Började spela med lokala dans- och jazzband i Sundsvall. Med en pianopedagogikexamen från Kungliga Musikhögskolan i Stockholm började han arbeta som pianolärare på musiklinjen vid Birkagårdens folkhögskola i samma stad. Under 10 år har han undervisat vid Musikhögskolan i piano, komposition, rytmik, gehörslära. Inom klassisk musik har han frilansat i många år. Några "fasta" jobb har dock hunnits med; Lill-Arne Söderberg på 50-talet och på Nalen under åren 1963-1966 och ingick också i den på Nalen fast anställda kompgruppen i Cabaret Harlem. Under åren 1979-1982 ingick han första gången som ordinarie pianist i Sveriges Jazzband.